# الهيئة الاتحادية للجمارك
الهيئة الاتحادية للجمارك بدولة الإمارات العربية المتحدة هي هيئة حكومية إماراتية معنية برسم السياسة الجمركية بالتعاون مع إدارات الجمارك في الإمارات العربية المتحدة ، وإعداد تشريعات موحدة لتنظيم العمل الجمركي ، والإشراف على تنفيذها من قبل إدارات الجمارك والجهات الحكومية ذات الصلة ، وحماية الدولة من الإيرادات عمليات الاحتيال والتهريب بالتعاون والتنسيق مع الجهات المختصة.

## مؤسسة
بدأت الإجراءات التنفيذية لإنشاء هيئة الرقابة المالية بموافقة مجلس الوزراء من خلال القرارات رقم. 617/7 لسنة 2001 م و 157/12 لسنة 2002 م ، بتكليف وزارة المالية ووزارة الصناعة بإعداد دراسة استشارية حول إنشاء هيئة الرقابة المالية ، وتفويض الوزارة لمتابعة تنفيذ الإجراءات والتدابير اللازمة. في 28 مايو 2002 م كلفت اللجنة الوزارية لمجلس التعاون لدول الخليج العربية برئاسة سمو الشيخ حمدان بن راشد آل مكتوم نائب حاكم دبي وزير المالية والصناعة وزارة المالية والصناعة. لبدء إجراءات إعداد مشروع قانون بشأن إنشاء السلطة وإعداد قانون الجمارك الموحد للدولة. قامت وزارة المالية والصناعة بصياغة مشروع قانون الهيئة رقم 1 لسنة 2003 بشكل كامل ، ثم عرض على اللجنة الوزارية المختصة ثم مجلس الوزراء ثم المجلس الأعلى لاتحاد الإمارات العربية المتحدة. وتوجت هذه الجهود بإصدار المرسوم الاتحادي في القانون رقم (1) لسنة 2003 م الصادر عن صاحب السمو الشيخ زايد بن سلطان آل نهيان ، رئيس الدولة آنذاك ، بشأن إنشاء الهيئة الاتحادية للجمارك.

## الوظيفة والمسؤولية
حدد القانون الاتحادي رقم (1) لسنة 2003 م بشأن إنشاء الهيئة الاتحادية للجمارك (FCA) في دولة الإمارات المهام والمسؤوليات الأساسية للهيئة على أساس أنها الجهة المعنية برسم السياسة الجمركية بالتعاون مع الجمارك الإدارات وإعداد التشريعات الموحدة لتنظيم العمل الجمركي والإشراف على تنفيذه من قبل إدارات الجمارك والجهات الحكومية ذات الصلة وحماية الدولة من عمليات الغش والتهريب بالتعاون والتنسيق مع الجهات المختصة. بالإضافة إلى ذلك ، حددت المادة (5) من القانون المذكور بدقة اختصاصات هيئة الرقابة المالية في النقاط التالية:

## مهمة
وضع السياسات والتشريعات الجمركية والإشراف على التنفيذ والمشاركة الفعالة لدعم التجارة الدولية ومكافحة الاحتيال والتهريب.

## روابط خارجية
- نظرة عامة على الهيئة الاتحادية للجمارك الإماراتية
- مهام ومسؤوليات الهيئة الاتحادية للجمارك الإماراتية
- أهداف وغايات الهيئة الاتحادية للجمارك الإماراتية